# Ernst Jaeger (Jurist)
Ernst Hermann Jaeger (* 22. Dezember 1869 in Landau in der Pfalz; † 12. Dezember 1944 in Leipzig) war ein deutscher Rechtswissenschaftler.

Ernst Jaeger (um 1899)

## Leben
Jaeger besuchte in den Jahren 1879 bis 1888 das humanistische Gymnasium seiner Heimatstadt Landau. Nach dem Militärdienst studierte er Rechtswissenschaften in Straßburg, Heidelberg, Leipzig und Erlangen. Im Jahr 1892 legte er sein erstes Staatsexamen ab und wurde im Jahr 1893 in Erlangen bei Konrad Hellwig mit seiner Dissertationsschrift Die Voraussetzungen eines Nachlasskonkurses zum Doktor der Rechte promoviert. Nach dem im Jahr 1895 abgelegten zweiten Staatsexamen war er zunächst im Bayerischen Justizministerium in München und als Amtsrichter in seiner Heimatstadt Landau tätig. Aufgrund seiner Schrift Der Konkurs der offenen Handelsgesellschaft (1897) wurde er 1899 ohne Habilitationsverfahren auf eine außerordentliche Professur an der Universität Erlangen berufen. Im Jahr 1900 wechselte er auf eine ordentliche Professur an der Universität Würzburg. 1905 folgte er einem Ruf auf den Lehrstuhl für Zivil- und Zivilprozessrecht an der damals angesehensten deutschen Rechtsfakultät an der Universität Leipzig, wo er bis zu seiner Emeritierung im Jahr 1935 wirkte. In den Jahren 1913/14 und 1919/20 leitete er die Leipziger Juristenfakultät als Dekan.
Bleibende Bedeutung erlangte Jaeger vor allem mit seinen Arbeiten zum Konkursrecht. Bereits in seiner Dissertation behandelte er ein konkursrechtliches Thema. 1901 begründete er auf Anregung von Hermann Staub den bis heute nach ihm benannten Großkommentar zur Konkursordnung, den er als Alleinautor bis zur 7. Auflage (1936) verfasste (jetzt: Jaeger, Insolvenzordnung, 2. Aufl. ab 2022). Mit diesem Kommentar und dem nicht minder erfolgreichen Kommentar zum Anfechtungsgesetz (1905) sowie seinem Lehrbuch des Deutschen Konkursrechts (1924) erlangte Jaeger großen Einfluss auf die Entwicklung der Konkursrechtswissenschaft und prägte nachhaltig die konkursrechtliche Rechtsprechung des Reichsgerichts. Jaegers Schaffen fand über Deutschland hinaus auch internationale Anerkennung; so bildeten seine konzeptionellen Arbeiten etwa die Grundlage für die erneuerte japanische Konkursordnung von 1922.

## Schriften
- Die Voraussetzungen eines Nachlaßkonkurses, Erlangen 1893 (Dissertation)
- Der Konkurs der offenen Handelsgesellschaft, Tübingen 1897
- Konkursordnung, Berlin, 1. Aufl. 1901 bis 7. Aufl. 1936 (Großkommentar)
- Lehrbuch des deutschen Konkursrechts, Berlin, 1932